# Spring Lake (Indiana)
Spring Lake és una població dels Estats Units a l'estat d'Indiana. Segons el cens del 2000 tenia 262 habitants.

## Demografia
Segons el cens del 2000, Spring Lake tenia 262 habitants, 107 habitatges, i 87 famílies. La densitat de població era de 674,4 habitants/km².
Dels 107 habitatges en un 23,4% hi vivien nens de menys de 18 anys, en un 70,1% hi vivien parelles casades, en un 6,5% dones solteres, i en un 17,8% no eren unitats familiars. En el 17,8% dels habitatges hi vivien persones soles el 6,5% de les quals corresponia a persones de 65 anys o més que vivien soles. El nombre mitjà de persones vivint en cada habitatge era de 2,45 i el nombre mitjà de persones que vivien en cada família era de 2,72.
Per edats la població es repartia de la següent manera: un 19,5% tenia menys de 18 anys, un 7,3% entre 18 i 24, un 25,2% entre 25 i 44, un 32,1% de 45 a 60 i un 16% 65 anys o més.
L'edat mediana era de 44 anys. Per cada 100 dones de 18 o més anys hi havia 113,1 homes.
La renda mediana per habitatge era de 52.222 $ i la renda mediana per família de 56.250 $. Els homes tenien una renda mediana de 40.750 $ mentre que les dones 26.458 $. La renda per capita de la població era de 24.468 $. Entorn del 3,3% de les famílies i el 2,7% de la població estaven per davall del llindar de pobresa.

## Poblacions més properes
El següent diagrama mostra les poblacions més properes.